# B.U.G. Mafia
B.U.G. Mafia (București Under Ground Mafia) ist eine rumänische Hip-Hop-Gruppe, die im Jahre 1993 in Bukarest gegründet wurde. Die derzeitigen Mitglieder nennen sich Tataee, Caddy und Uzzi.

## Geschichte

### 1993–1995 Anfänge
Ende 1993, als Hip-Hop-Alben nur  in kleinen Kreisen kursierten und CDs seltene und kostbare Gegenstände waren, trifft Dragoș Vlad-Neagu auf Vlad Irimia auf der Straße. Sie reden über den von Vlad getragenen Capp, auf den der Name einer bis heute berühmten Genreband, nämlich Cypress Hill, handbestickt war. Beide hatten bereits Versuche, als Künstler in die Hip-Hop-Welt einzusteigen und gründeten Anfang 1994 mit zwei anderen Jungs die Band Black Underground, die die Band bald verließen und wahrscheinlich in andere Bereiche wechselten. Dragoș und Vlad, mit den Künstlernamen Klax 187 bzw. Doom (heute Caddy und Tataee), schaffen es mit Hilfe von Adi Niculescu, dem Produzenten der Show "Yo! Rap Is Moving!", ihren ersten Song auf Englisch aufzunehmen. von Uniplus-Radio. Nachdem er zuvor in der oben erwähnten Show live gesungen wurde, läuft nun in derselben Show der Song "Straight Outta Da Hell" in Form eines Positivs aus dem Produktionsstudio von Uniplus.
Die Jungs schrieben weiterhin Lieder auf Englisch und bauten ihre Instrumente mit Hilfe von Romeo Vanica auf seinem Keyboard. Am 6. Oktober 1994 hatte die Band ihren ersten Live-Auftritt bei einem Konzert im Club A, das von DJ Sleek, dem ersten Hip-Hop-Promoter Rumäniens, organisiert wurde. Es folgte eine Reihe von Shows auf den Bällen einiger High Schools in Bukarest, zusammen mit denen einer anderen Hip-Hop-Band M&G. Es gab zwei weitere Lieder auf Englisch, die nicht im Radio erscheinen. Auf der Suche nach Mitstreitern trafen Klax 187 und Doom auf die Band Demonii, zu der auch Uzzi gehörte, damals Drama genannt. Eine Gruppe, "das Kartell", wird mit einem dritten Mitglied, Nicollo, einem Solokünstler, gegründet.
Der erste Live-Auftritt der Gruppe fand beim "Rap Attack"-Konzert im März 1995 statt, organisiert von Adi Niculescu im "Ion Creanga"-Theater. Das Hip-Hop-Publikum wächst von einigen Dutzend auf einige Hundert. Die Dämonen zerfallen und Alin Demeter, was Drama bedeutet, wird in den Schwarzen Untergrund integriert. Mit der Ankunft des neuen Mitglieds wechselt die Band vom Englischen ins Rumänische. Die drei erscheinen damit in "Rap Attack", der zweiten Ausgabe, bereits in der Spitze der damals noch nicht kommerzialisierten Genrebands. Anfang Sommer '95 unterzeichnete die Band den ersten Produktions-, Vervielfältigungs- und Vermarktungsvertrag mit der Plattenfirma Amma, und der Song "Psihopatu" erscheint auf einer Rap-Compilation. Gleichzeitig wächst der Name der Band zur Black Underground Mafia, und Drama und Doom gehen den Schritt zu Uzzi bzw. Mr. Juice.

### Ab 1995 – B.U.G. Mafia
Am 20. September 1995 erschien das erste Album der Band namens "Mafia", das vom Stand auf dem University Square veröffentlicht wurde. Auf diesem Album sind die Gäste bei den Songs M&G und Marijuana, bei den Zwischenspielen Rona Hartner, „Coco“ Coroianu, Ben, Alex. Das in Tino Furtunas Studio aufgenommene Diskografiematerial von Holograf ist das dritte als Datum des Erscheinens auf dem rumänischen Hip-Hop-Markt nach denen der Bands Racla und Paraziții und sollte '97 ohne Zustimmung der Band an einen anderen neu aufgelegt Plattenlabel, unter dem Vorwand, dass es sich um ein neues Material handeln würde. Die Jungs, die bereits ein Album zum Verkauf hatten, nehmen ihr zweites Album auf eigene Faust mit dem Geld auf, das sich Dragoș Hriscu, ein guter Freund, der derzeit Besitzer des Zebra-Clubs in Bacău ist, geliehen hat. Die Band heißt jetzt B.U.G. MAFIA. Die Band, nach den Worten Bukarest UnderGround Mafia und schafft es, einen neuen Vertrag zu unterzeichnen, diesmal jedoch mit Cat Music.
Die am 8. Juni 1996 veröffentlichte EP (Kurzalbum) "Another day, other story", die zum Zeitpunkt der Vertragsunterzeichnung bereits weit verbreitet ist und vervielfältigt, bringt weitere Songs, die durch die Präsenz von Iulianas weiblicher Stimme "Juli" Petrache on the Lied" Pantelimonu 'Verbringen ". Der gleiche Song, der zum Hit wurde, wird vom Fernsehsender Tele7ABC als Vorschlag für ein Video abgelehnt. Durch die Spitzenposition einiger Radiosender des Landes waren "Another Day, Another Story" und "Life of Borfaș" ein bisschen mehr. Die Konzerte beginnen außerhalb von Bukarest, das erste in Bacău. Und der Absatz steigt und erreicht mit über 22.000 Exemplaren die Schlussbilanz, also den Rückzug vom Markt.
Am 29. November 1996 hat die B.U.G. Mafia das dritte Album "Born And Raised In Pantelimon" herausgebracht. Der Song "Until Death Do Us Part", der zum ersten Mal von Puya auftaucht, sorgt für Verheerungen. Die Band wächst ständig. Auch die Songs „Born And Raised In Pantelimon“ und „Tears“ tragen zum Erfolg des Albums bei. Die Mitarbeiter Anzahl steigt, daher treffen wir uns neben Puya auch: July, Baxter, FreakaDaDisk, Trăgaci, C.R.Bel. Die echte Gitarre und der Scratch erscheinen. Alles klingt besser und interessanter. Klax187 ändert seinen Namen in Daddy Caddy. Der Verkauf übersteigt 30.000 Exemplare. Bis zu diesem inklusiven Album hatten die Jungs Emil "Coco" Coroianu als Toningenieur.
Am 8. Mai 1997 erschien die erste Maxi-Single der Gangster, "Hotels", bestehend aus dem namensgebenden Song, dem Remix, den Instrumenten und einem Bonussong. Der Deckel der Box ist aus Pappe, "wie außen". 20.000 Exemplare werden verkauft. Ebenfalls im Jahr '97, aber im Herbst, werden Uzzi, Caddy, Juice zusammen mit Sișu und Puya (Mitglieder der Band La Familia) nach einem Konzert in Turnu Severin wegen "Empörung gegen die Moral" verhaftet – Artikel 231 des Strafgesetzbuches Code. Alle wurden nach 10 Stunden freigelassen, in denen sie gegenüber der Polizei und der Staatsanwaltschaft Aussagen gemacht hatten. Am nächsten Tag schrieb die Presse über diesen Vorfall und machte damit die Jungen noch stärker in der Öffentlichkeit bekannt. Seitdem haben sie mit diesem Fall keine Probleme mehr.
Im selben Herbst 1997 erscheint im Martin Club "Above All", ein Album, das neben der Kassette und auf CD die Premiere mit sich bringt, auch gedruckt zu werden. Herausragend sind die Songs "Marijuana 2", "Nothing Above", "True Player" und "Delinquent At 15". Als Gäste abonniere ich: Puya, July, Baxter, Gunja und Raluca. Der Sound fängt an, der Wahrheit näher zu kommen. Echte Bass- und Spracheffekte werden verwendet. DJ Phantom hilft den Jungs, Samples in ihre Musik einzubringen. Obwohl es von keinem durchschlagenden Hit wie die Vorgängeralben profitierte, erreichte "Above All" die Quote von 45.000 verkauften Exemplaren.
Die Maxi-Single "Pentru '98" erscheint am 19. April 1998. Der Bonustrack dieses Materials, "You Weren't There", ist derjenige, der praktisch die Veröffentlichung eines harten Albums ankündigt. Am 20. September 1998 wurde das Album "De Cartier" veröffentlicht. Eingeladen zur Mitarbeit trugen sie zur Realisierung bei: Cătălina, Tenny-E (Cheloo), Don Baxter, Puya, Gunja, July und Andreea. Der Werbesong "Endless Story" klettert schnell an die Spitze, und die Leute kaufen das Album in großer Zahl. Die Band gewinnt Fans aus allen Gesellschaftsschichten. Alle reden über sie und die Kontroverse wächst. Bei "Ballantine's Galas" gewann er den Preis für den "Besten Rap-Song", verlor aber den Preis für den "Besten Song des Jahres" an Holograf, was alle zum Aufstehen, Treten und zum Sprechen von "MA-FI-A!" Die Presse präsentiert sie mit dem Titel „Das Phänomen B.U.G. Mafia“. Mihai Tatulici lädt sie zur Show "National Audience" ein. Das Album wird noch von anderen Songs unterstützt, gute Spitze, aber zu wenig ausgestrahlt, weil sie Texte hatten, die zensiert werden mussten oder Themen ansprachen, die zu viele Ängste schürten. Darunter sind: "Neighborhood Language", "Let's Be High", "Neighborhood", "The Speaker" und andere. Loredana Groza schlägt den Jungs vor, an einer Maxi-Single zusammenzuarbeiten. Die Mafia akzeptierte und produziert "Lumea E A Mea", das Lied, das Teil des ersten professionellen Videos ist, das jemals in Rumänien gedreht wurde. „The World Is Mine“ verkauft sich in 25.000 Exemplaren und „De Cartier“ in 125.000 Exemplaren.

## Diskografie

### Alben
- 1995: Mafia
- 1996: Înc-o zi, înc-o poveste E.P.
- 1996: Născut și crescut în Pantelimon
- 1997: IV: Deasupra tuturor
- 1998: De Cartier
- 1999: După Blocuri
- 2000: Întotdeauna Pentru Totdeauna
- 2002: B.U.G. Mafia Prezintă "CASA"
- 2003: Băieți Buni
- 2006: Viața noastră Volumul 1
- 2009: Viața noastră Volumul 2
- 2009: Viața noastră Volumul 1 & 2
- 2011: Înapoi în Viitor

### Maxisingles
- 1997: Hoteluri
- 1998: Pentru '98
- 1998: Lumea e a mea
- 1999: România
- 2000: Un 2 si trei de 0
- 2001: Poezie de stradă
- 2005: Străzile
- 2006: Viața Noastră
- 2006: Pantelimonu' Petrece